# 오목역
오목역(梧木驛)은 지금의 경기도 수원시 권선구 오목천동에 있던 수인선의 철도역이다. 수인선 개업과 동시에 영업을 개시하였으나, 폐지된 시기는 미상이다. 수인선의 유일한 터널인 화산터널의 동쪽(현 오목천동 청구2차아파트 인근)에 위치했던 것으로 추정된다. 현재 이 역이 있던 곳에서 동쪽(수원역 방향)으로 300m 지점(현 권선하우스토리 아파트 인근)에 수인선 복선 전철의 오목천역이 개통하였다.

## 역사
- 1937년 8월 5일: 수인선 개업과 함께 정류장 등급으로 영업 개시[2]
- 일제 강점기: 폐역 (시기 미상)